# Rita sacerdotum
Rita sacerdotum es una especie de peces de la familia Bagridae en el orden de los Siluriformes.

## Morfología
• Los machos pueden llegar alcanzar los 200 cm de longitud total.

## Alimentación
Come organismos  bentónicos y, posiblemente, peces hueso.

## Hábitat
Es un pez de agua dulce y de clima tropical.

## Distribución geográfica
Se encuentran en Asia: desde el río Irrawaddy hasta los ríos Salween y  Tennasserim (Birmania ).